# پشیمانی
پشیمانی (به انگلیسی: Remorse) احساس ناراحت‌کننده‌ای است که توسط فردی تجربه می‌شود که از کارهایی که در گذشته انجام داده‌است، نادم می‌شود که آنها را شرم‌آور، آسیب‌زا یا اشتباه می‌دانند. پشیمانی رابطۀ نزدیکی با احساس گناه و رنجش خودگردان دارد. وقتی شخصی از اقدام پیشین یا کوتاهی خود پشیمان می‌شود، ممکن است به دلیل پشیمانی یا در پاسخ به پیامدهای مختلف دیگر، از جمله مجازات شدن برای فعل یا ترک فعلی باشد. افراد ممکن است از طریق پوزش، برای ترمیم آسیبی که ایجاد کرده‌اند یا مجازات‌های خودخواسته با ابراز پشیمانی تلاش کنند.
پشیمانی حاصل یک افزایش فعالیت در ناحیه‌از از مغز به نام قشر میانی اوربیتوفرونتال است.
در یک زمینۀ حقوقی، پشیمانی ادراک‌شده یک مجرم توسط سیستم‌های قضایی غرب در طول محاکمه، صدور حکم، جلسه‌های آزادی مشروط و در عدالت ترمیمی ارزیابی می‌شود. با این حال، در ارزیابی میزان پشیمانی مجرم، مشکلات معرفت‌شناسی وجود دارد.
پشیمانی می‌تواند از انجام دادن کاری به اشتباه و یا انجام ندادن کاری درست باشد.
بزرگ‌ترین پشیمانی‌های مردم به تحصیلات، شغل و ازدواج مربوط است. چراکه تصمیماتی که دربارۀ این مسائل می‌گیریم آثاری درازمدت و گسترده دارند. نکتۀ مهمِ پشیمانی این نیست که می‌کوشیم گذشته را تغییر دهیم؛ بلکه هدف، شفاف‌سازی زمان حال است.
پشیمانی‌های مرتبط با عمل، اگرچه دردناک هستند، اما افراد را تشویق می‌کنند تا از اشتباهات خود درس بگیرند و ادامه دهند. اما پشیمانیِ مربوط به مسیر انفعال، کارهای انجام نشده و فرصت‌های از دست رفته، سخت‌تر است. به احتمال زیاد، این نوع پشیمانی منجر به افسردگی، اضطراب، احساس «گیر افتادگی» و احساس اشتیاق به دلیل ندانستن آنچه می‌توانست باشد، می‌شود.